# Julio César Bonino

Wappen von Julio César Bonino

Julio César Bonino, vollständiger Name Julio César Bonino Bonino, (* 2. Februar 1947 in Santa Lucía, Uruguay; † 8. August 2017 in Tacuarembó) war Bischof von Tacuarembó.

## Leben
Julio César Bonino Bonino empfing nach seiner theologischen Ausbildung am Priesterseminar des Bistums Canelones am 26. Mai 1974 das Sakrament der Priesterweihe.
Am 20. Dezember 1989 ernannte ihn Papst Johannes Paul II. zum Bischof von Tacuarembó. Der Bischof von Canelones, Orestes Santiago Nuti Sanguinetti SDB, spendete ihm am 18. März 1990 die Bischofsweihe; Mitkonsekratoren waren der emeritierte Erzbischof von Montevideo, Carlos Parteli Keller, und der Bischof von Salto, Daniel Gil Zorrilla SJ.
Bonino engagierte sich in nationalen Umweltbewegungen; er war Mitglied der Kommission Tacuarembó, por la vida y el agua (Tacuarembó, für das Leben und Wasser).
Er verstarb auf der Intensivstation eines örtlichen Krankenhauses in Tacuarembó.